# Georg Thür
Georg Thür (* 5. Oktober 1846 in Berlin; † 10. August 1924 in Dortmund; vollständiger Name Carl Georg Thür) war ein deutscher Architekt und preußischer Baubeamter, der mit seinen Entwürfen zu Hochschulbauten die preußische Hochschullandschaft maßgeblich bestimmte.

## Leben
Thür wurde als Sohn des Ratszimmermeisters Karl Ludwig Thür – in frühen Dokumenten Karl Ludewig – (1810–1872) und dessen Frau Marie Luise Thür geb. Reimann geboren. Er wuchs in Berlin in der Familie seines Vaters zusammen mit seiner jüngeren Schwester Luise in der Zimmermannstradition auf. Der Großvater arbeitete bereits als Zimmerpolier auf dem Königlichen Friedrich-Wilhelms-Gestüt – heute Brandenburgisches Haupt- und Landgestüt Neustadt/Dosse – in Neustadt an der Dosse. Karl Ludwig Thür, der sehr unternehmungslustig war, zog früh nach Berlin. 1833 begab er sich auf die Walz. Sie führte ihn über Prag und Wien nach München, wo er sich für eine kurze Zeit – vom 26. Oktober bis Dezember 1833 – in der Münchner Kunstakademie immatrikulierte, um Baukunst (Architektur) zu studieren. Ende Dezember hielt er sich wieder in Berlin auf, wo ihm ein Reisepass für eine Italienreise ausgestellt wurde. Die Fußreise führte ihn innerhalb eines halben Jahres 1834 von Berlin über Rom, Neapel, Basel, Düsseldorf zurück nach Berlin. Dort gründete er eine Firma und eine Familie, aus der Georg Thür hervorging. Dessen Bildungsweg folgte dem für diese Zeit üblichen Weg.

### Kindheit und Jugend
Thür besuchte bis Ostern 1865 das Friedrich-Werdersche Gymnasium, wo er das Abitur bestand. Sein Berufswunsch war Architekt. Ein Jahr lang arbeitete bei Friedrich Hitzig als Baueleve. Von 1860 bis 1865 belegte er die Zeichenklasse (für freies Handzeichnen) in der mit der Kunstakademie verbundenen Zeichenschule. Von Oktober 1866 bis 1869 besuchte er die Berliner Bauakademie. Im November 1869 legte er die Bauführerprüfung ab.

### Beginn als Architekt
Nach der Bauführer-Prüfung 1869 war er bei Richard Lucae, Hermann von der Hude und Heinrich Strack in Berlin, Hamburg, Bonn und Frankfurt am Main praktisch tätig. Er wurde Mitglied im Architekten-Verein zu Berlin und beteiligte sich im Rahmen der „Monatskonkurrenzen“ des Vereins an Wettbewerben für ein Gefallenendenkmal in Calau (Monatskonkurrenz Juni 1877), ein Grabdenkmal für Geheimrat Koch in Thale und ein Grabdenkmal für Geheimrat Stein in Stettin (Monatskonkurrenzen November 1877 und Dezember 1877), eine Grabkapelle (Monatskonkurrenz April 1872), eine Interimskirche (Monatskonkurrenz Oktober 1874), eine Villa in Gera (Monatskonkurrenz April 1878).
Schließlich konnte er seinen Werdegang mit der für jene Zeit für Architekten obligatorischen Studienreise von 1874 bis 1876 nach Italien zu einem ersten Höhepunkt bringen. Georg Thür trat mit 28 Jahren die Italienreise an. Sie führte ihn zusätzlich nach Athen, Konstantinopel und Wien. 1876 hielt er sich mindestens ein halbes Jahr in Rom auf. Georg Thür war 1905 ein zweites Mal in Rom, insgesamt hat er sich dreimal in Rom aufgehalten: auf seiner großen Studienreise 1874–1876, ferner im November 1905 und 1911, als er Eduard Arnhold bei der Gründung der Villa Massimo nach Rom begleitete.

### Staatsdienst
Die Bemühungen um die Gründung einer deutschen Akademie führten 1905 wieder nach Rom, um jetzt als Repräsentant des Kaisers bei der Entscheidung um den Standort einer Akademie in Italien seine Meinung vorzutragen. Das preußische Kultusministerium, d. h. letztlich der Kaiser, lehnte es zunächst ab, so weit von Rom entfernt – Villa Falconieri in Frascati – eine Akademie zu gründen.
1910 konnte Eduard Arnhold mit Einwilligung des Kaisers das Gelände der Villa Massimo kaufen. Am 11. Februar 1911 diskutierten Eduard Arnhold, Schmidt-Ott, Zürcher, der zukünftige Architekt der Akademie, Tuaillon und Thür in Rom über die künftige Ausrichtung der zu errichtenden Gebäude. Für Arnold war die Gründung der Deutschen Akademie Villa Massimo der Höhepunkt seines Wirkens für die Kunst.
1884 wurde Georg Thür in das preußische Ministerium der öffentlichen Arbeiten einberufen, zunächst als „Hilfsarbeiter“ in der Bauabteilung. Dieser gehörte er bis zu seinem Ausscheiden aus dem Staatsdienst am 1. April 1919 mit zwei kurzen Unterbrechungen an. Zuerst war er von 1887 bis 1889 der Kaiserlichen Botschaft in London als bautechnischer Attaché beigegeben, dann war er von 1893 bis 1895 im Rang eines Regierungs- und Baurats bei der Bezirksregierung Magdeburg tätig. In Berlin kamen die Ernennungen 1895 zum Vortragenden Rat und Geheimen Baurat, 1898 zum Geheimen Oberbaurat und 1904, bei Einweihung der Technischen Hochschule Danzig zum Wirklichen Geheimen Oberbaurat mit dem Rang der Räte erster Klasse. Georg Thür war fast 50 Jahre Staatsbaubeamter.
1879 war er Mitbegründer und bis 1880 Mitglied der Vereinigung Berliner Architekten. Im gleichen Jahr bekam er eine Anstellung im Staatsdienst in Berlin. Von 1897 bis 1900 war er Vorstandsmitglied des Architekten-Vereins zu Berlin. 1898 trat er als Geheimer Oberbaurat die Nachfolge von Hermann Eggert im preußischen Ministerium der öffentlichen Arbeiten an. Ab 1899 an war er Mitglied der Preußischen Akademie des Bauwesens; 1904 war er Wirklicher Geheimer Oberbaurat; 1905 kam die Ehrendoktorwürde der Technischen Hochschule Danzig als Dr.-Ing. E.h. hinzu. In seiner Stellung als Baurat und in der späteren Funktion als Wirklicher Geheimer Oberbaurat und schließlich als Vortragender Rat in der Hochbauabteilung des Ministeriums betreute und entwarf Georg Thür 34 Projekte und Bauten in Aachen, Berlin, Bonn, Breslau, Göttingen, Greifswald, Halle an der Saale, Hannover, Kiel, Marburg an der Lahn, Stettin, fast alle Hochschulbauten.
Am 1. April 1919 wurde Thür im Alter von 72 Jahren in den Ruhestand versetzt. Am 4. August 1924 wurde er in die Provinzialheilanstalt Aplerbeck in Dortmund-Aplerbeck aufgenommen. Er war auf Veranlassung seiner Schwester und seines Neffen aus Berlin nach Dortmund geholt worden. Am 10. August 1924 starb Georg Thür in der Provinzialheilanstalt mit 77 Jahren.

## Auszeichnungen
- Am 1. Dezember 1898 ernannte ihn der preußische König Wilhelm II. zum Geheimen Oberbaurath.[14]
- 1902 wurde ihm von der Universität Breslau die Ehrendoktorwürde als Dr. med. h.c. verliehen.[15]
- 1910 Porträtmedaille Wilhelms II.[16]

## Bauten und Entwürfe

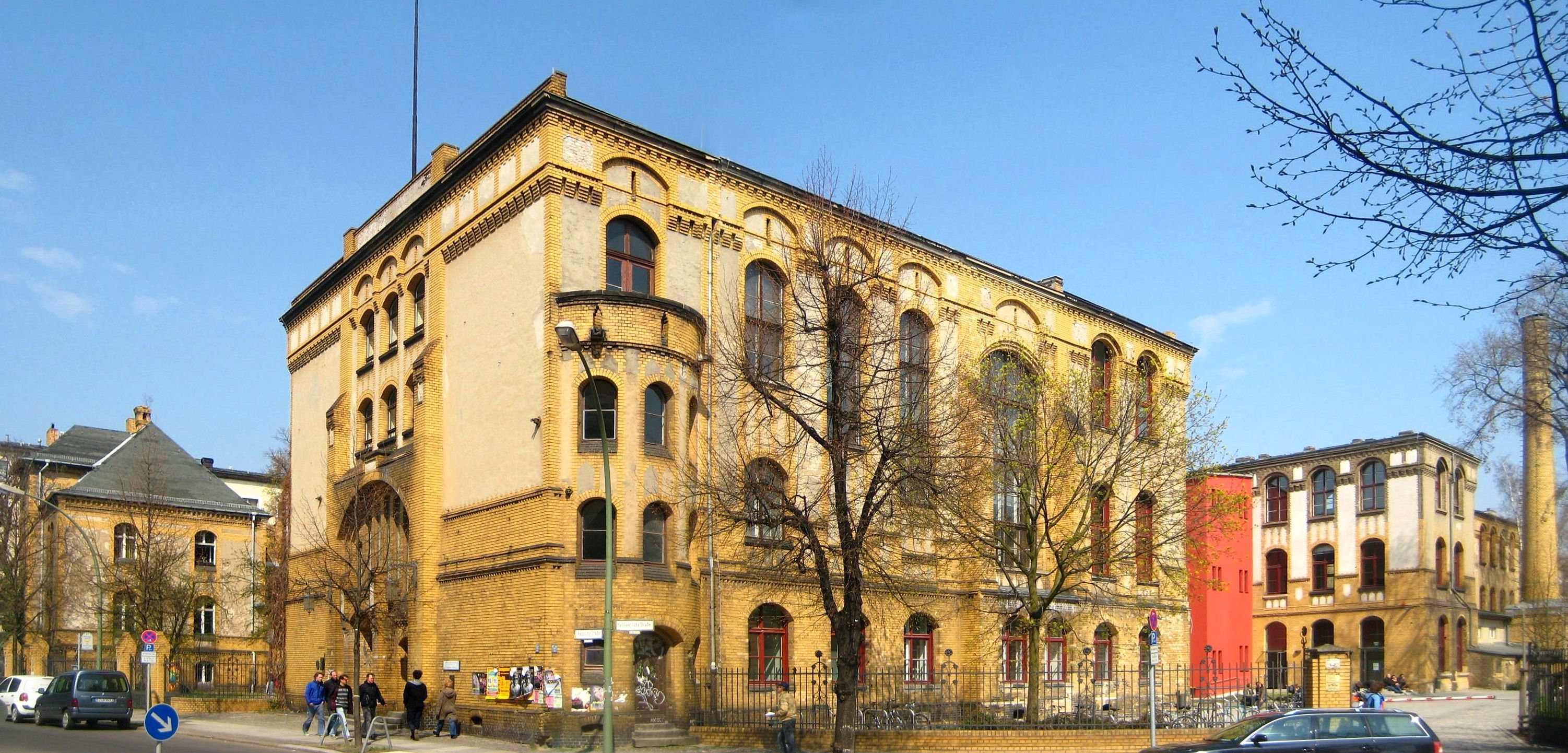
Chemisches Institut der Universität Berlin, Entwurf von Georg Thür und Max Guth

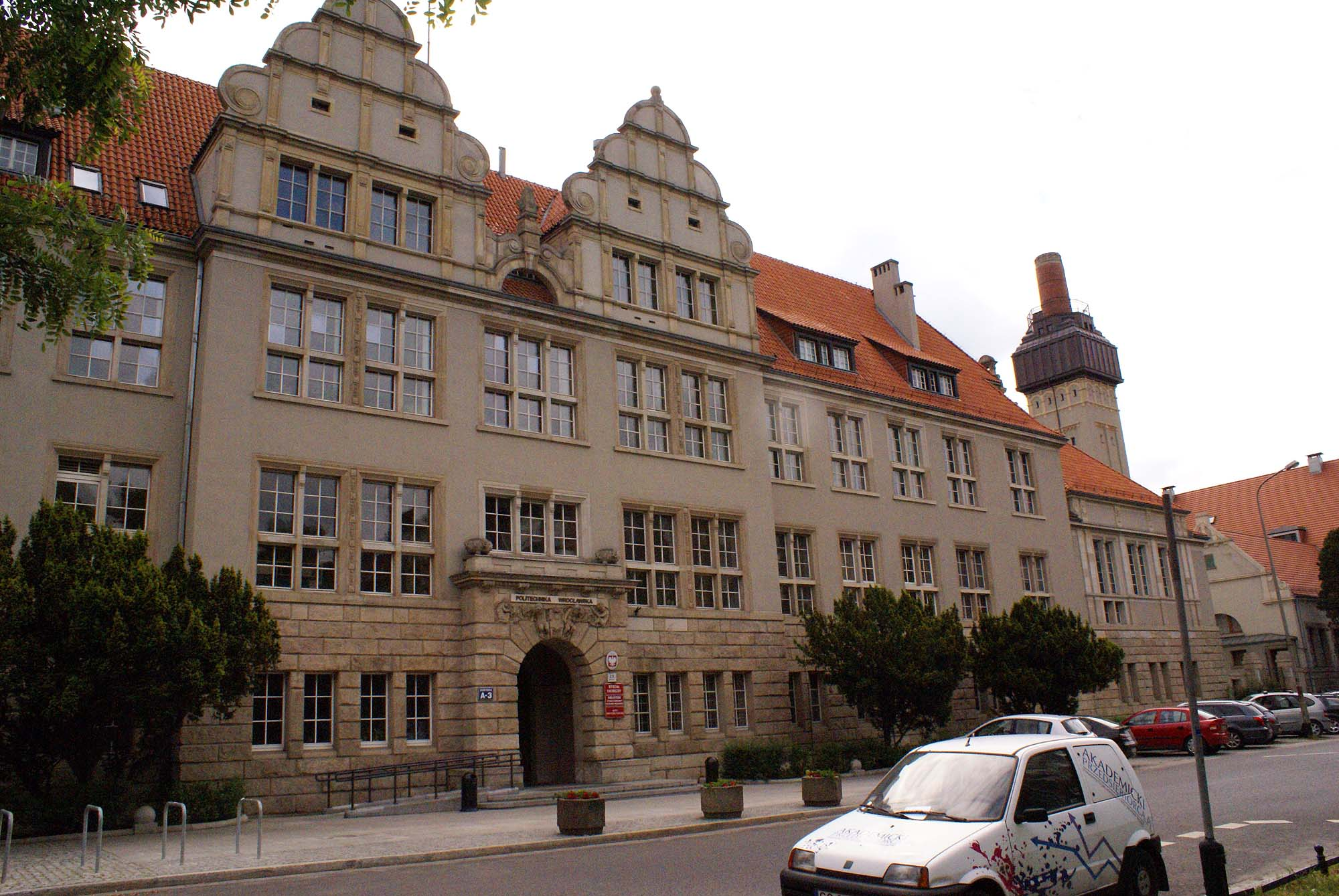
Technische Hochschule Breslau, Entwurf Georg Thür

- 1899–1900: Chemisches Institut der Universität in Berlin, Hessische Straße 1–2
- 1902: Königliche Technische Hochschule Breslau, jetzt Technische Universität Breslau (Politechnika Wrocławska)[17]
- 1902–1906: Forschungsgebäude der Charité in Berlin, Monbijoustraße[18]
- 1909–1911: private Krankenstation der Ida-Simon-Stiftung in Berlin[18]
- 1910–1912: Gebäude für Seminare und Archäologisches Institut der Universität Göttingen (Nikolausberger Weg 15)[19]
- 1911–1913: Sternwarte Babelsberg (ausgeführt unter Leitung von Hermann Eggert)